# The Albums
 (avril 2018).
Albums de ABBA
Number Ones
(2006) Live at Wembley Arena
(2014)
The Albums est un coffret compilation, sorti en octobre 2008, regroupant les huit albums originaux du groupe de pop suédois ABBA, un livret composé de 40 pages de textes et d'images retraçant l'histoire du groupe, ainsi qu'un disque de titres bonus.

## Présentation
Chaque album studio est remastérisé à partir des bandes originales, emballé dans une pochette comportant une reproduction de l'illustration originale.
Le disque bonus comprend dix-sept chansons dont certaines, telle que Waterloo, sont interprétées en suédois, des succès hors albums et des faces B de singles.
Le coffret se classe dans 8 pays européens, sa meilleure position étant la 4e place au classement suédois.

## Contenu
Tous les albums et leur date respective de parution originale correspondante sont donnés ci-dessous. Pour les listes de titres, le personnel, les crédits de production et de plus amples informations, se reporter aux albums originaux.
- Ring Ring (26 mars 1973)
- Waterloo (4 mars 1974)
- ABBA (21 avril 1975)
- Arrival (11 octobre 1976)
- The Album (12 décembre 1977)
- Voulez-Vous (23 avril 1979)
- Super Trouper (3 novembre 1980)
- The Visitors (30 novembre 1981)

### Disque bonus
Toutes les chansons sont écrites et composées par ABBA.
| No  | Titre                                                                    | Durée |
| --- | ------------------------------------------------------------------------ | ----- |
| 1.  | Merry-Go-Round                                                           | 3:26  |
| 2.  | Santa Rosa                                                               | 3:02  |
| 3.  | Ring Ring (Bara du slog en signal) (Version suédoise)                    | 3:09  |
| 4.  | Waterloo (Version suédoise)                                              | 2:47  |
| 5.  | Fernando                                                                 | 4:15  |
| 6.  | Crazy World                                                              | 3:47  |
| 7.  | Happy Hawaii                                                             | 4:26  |
| 8.  | Summer Night City                                                        | 3:36  |
| 9.  | Medley (Pick a Bale of Cotton / On Top of Old Smokey / Midnight Special) | 4:22  |
| 10. | Lovelight                                                                | 3:49  |
| 11. | Gimme! Gimme! Gimme! (A Man After Midnight)                              | 4:51  |
| 12. | Elaine                                                                   | 3:46  |
| 13. | Should I Laugh or Cry                                                    | 4:28  |
| 14. | You Owe Me One                                                           | 3:29  |
| 15. | Cassandra                                                                | 4:55  |
| 16. | Under Attack                                                             | 3:50  |
| 17. | The Day Before You Came                                                  | 5:50  |

## Ventes et certifications
| Région                                                                                                 | Certification | Ventes/Streams |
| --- | ------------- | -------------- |
| Danemark (IFPI)                                                                                        | Or            | 15 000^        |
| Royaume-Uni (BPI)                                                                                      | Argent        | 60 000^        |
| Suède (GLF)                                                                                            | Platine       | 40 000^        |
| *Ventes selon la certification ^Mise en rayon selon la certification xNon précisé par la certification |               |                |